# Pithecellobium mucronatum
Pithecellobium mucronatum är en ärtväxtart som beskrevs av William Chambers Coker. Pithecellobium mucronatum ingår i släktet Pithecellobium och familjen ärtväxter. Inga underarter finns listade i Catalogue of Life.